# Кочурко, Василий Иванович
Василий Иванович Кочурко (бел. Васіль Іванавіч Качурка; род. 27 сентября 1950, дер. Стрии, Брестская область) — белорусский ученый, доктор сельскохозяйственных наук, профессор, ректор Барановичского государственного университета (2004—2021).

## Биография
В 1967—1968 годах, окончив Минянскую среднюю школу Кобринского района, работал в Кобринском райпромкомбинате.
В 1973 году окончил Белорусскую государственную сельскохозяйственную академию, после чего работал в Горецком районе Могилёвской области: главным агрономом колхоза имени Свердлова (1973—1976), директором экспериментальной базы «Погодино» (1976—1983). В 1980 году окончил аспирантуру Белорусской сельскохозяйственной академии.
С 1983 года — на государственных и партийных должностях: первый заместитель начальника управления сельского хозяйства Могилёвского облисполкома, с 1984 — заместитель заведующего отделом сельского хозяйства и пищевой промышленности Могилёвского обкома КП Белоруссии, в 1985—1990 — первый секретарь Кричевского горкома КП Белоруссии.
С 1990 года работал в Белорусской государственной сельскохозяйственной академии: доцент кафедры растениеводства, в 1993—2004 — декан агрономического факультета. В 2002 году окончил докторантуру Белорусской сельскохозяйственной академии.
С 2004 года по 2021 год являлся ректором Барановичского государственного университета.
Избирался депутатом Брестского областного Совета депутатов (с 2010, 26-й созыв; с 2014, 27-й созыв). Делегат (от Брестской области) IV Всебелорусского народного собрания (2010).
Во время протестов студентов БарГУ, являвшихся частью общебеларуского протеста против сфальсифицированных итогов выборов Президента Республики Беларусь в 2020 году, Кочурко, как и работники университета в большинстве своём, оказал всестороннюю поддержку силовым структурам РБ в деле подавления студенческого протеста внутри университета, а также занял позицию поддержания Лукашенко А. Г. как Президента Республики Беларусь.

## Научная деятельность
В 1982 году защитил кандидатскую на тему «Разработка некоторых приемов получения высоких урожаев ячменя на дерново-подзолистых суглинистых почвах северо-восточной зоны Белоруссии», в 2002 — докторскую диссертацию на тему «Агротехнические основы формирования урожайности озимого тритикале на дерново-подзолистых легкосуглинистых почвах».
Основное направление исследований — энергосберегающие технологии возделывания зерновых и зернобобовых культур, обеспечивающие высокую урожайность зерна с высокими технологическими показателями.
Член специализированного учёного Совета по присуждению учёных степеней доктора и кандидата по специальности «Растениеводство» при РУП «Научно-практический центр НАН РБ».
Академик Белорусской инженерной академии технического образования (2005), Международной академии наук педагогического образования (Москва, 2009) и Академии экономических наук Украины (2014), член Международной академии технического образования (2005), почётный профессор Крымского гуманитарного университета (2010), почётный доктор Международного экономико-гуманитарного университета им. академика Степана Демьянчука (Ровно, 2008).
Автор более 200 научных публикаций.

## Награды
- бронзовая медаль ВДНХ (1979)
- нагрудный знак Министерства образования Республики Беларусь «Отличник образования» (1997)
- медаль святителя Кирилла Туровского II степени (2007)
- медаль «За трудовые заслуги» (2009)
- юбилейная медаль «65 лет освобождения Республики Беларусь от немецко-фашистских захватчиков» (2009)[1]
- Заслуженный работник образования Республики Беларусь (2015)[2]
- почётные грамоты[1]:
  - Совета Министров Республики Беларусь (2000)
  - Министерства сельского хозяйства и пищевой промышленности Республики Беларусь (2000)
  - Ровенской областной рады (2008)
  - ЦК Белорусского профессионального союза работников образования и науки (2009)
  - Министерства образования Республики Беларусь (2010)
  - первичной профсоюзной организации сотрудников университета (2010)
  - Брестского областного комитета профессионального союза работников образования и науки (2010).